# Portada Alta (métro léger de Malaga)
Portada Alta est une station de la ligne 1 du métro léger de Malaga. Elle est située dans le district de Cruz de Humilladero, à l'ouest de Malaga.

## Situation sur le réseau
Portada Alta est située sur la ligne 1 du métro léger de Malaga, entre les stations Ciudad de la Justicia à l'ouest, en direction d'Andalucía Tech, et Carranque à l'est, en direction d'Atarazanas. Elle est établie en souterrain.
Elle dispose des deux voies de la ligne, qui encadrent un quai central.

## Histoire
La station ouvre au public le 30 juillet 2014, à l'occasion de l'inauguration du réseau du métro léger.

## Services aux voyageurs

### Accès et accueil
La station possède un accès via un édicule équipé d'escaliers mécaniques et jouxté par un ascenseur, situé au numéro 26 de la rue Cómpeta. Elle est équipée de guichets automatiques pour permettre l'achat des titres de transports et de portillons d'accès automatiques pour rejoindre le quai.

Installations
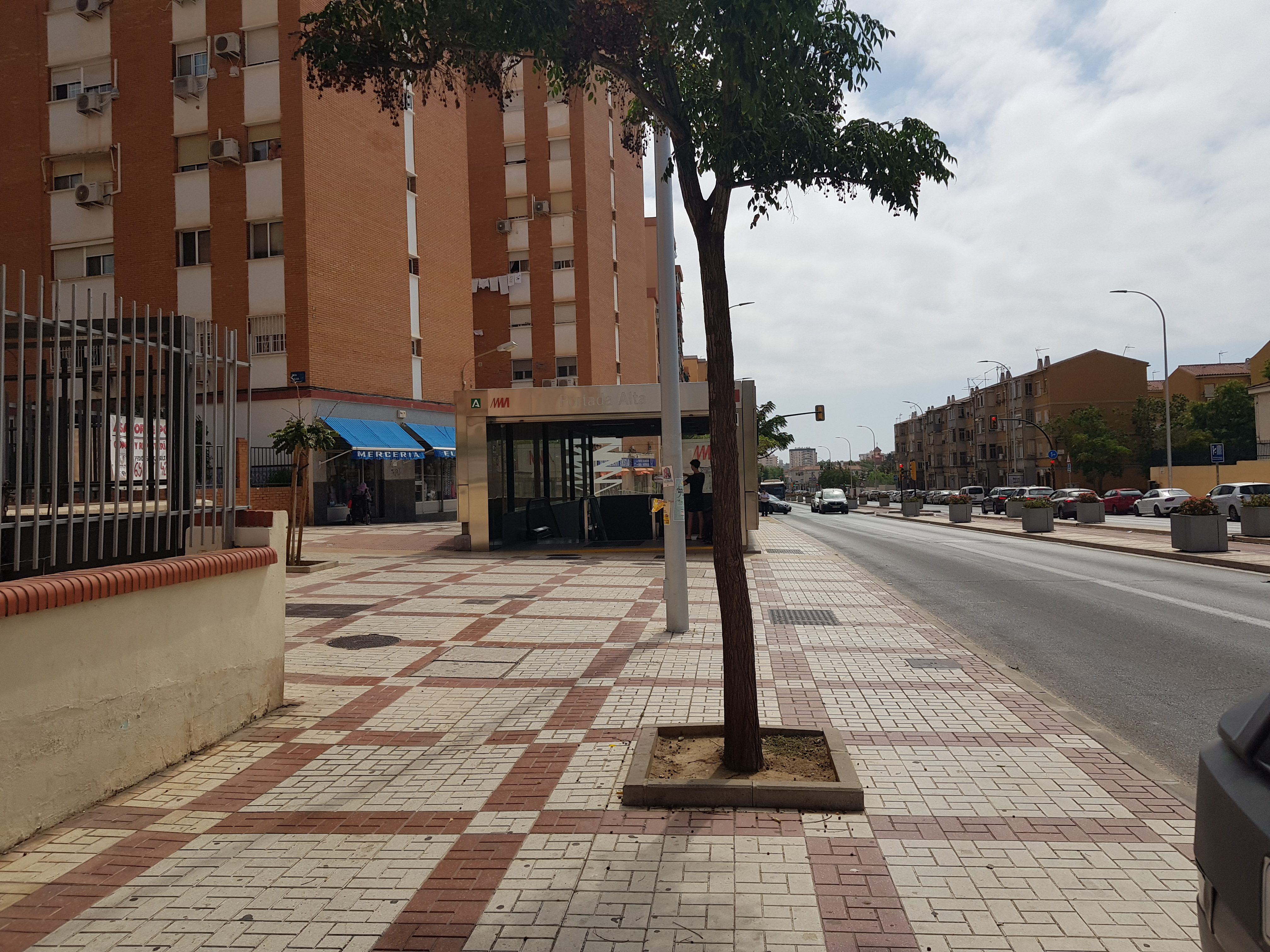
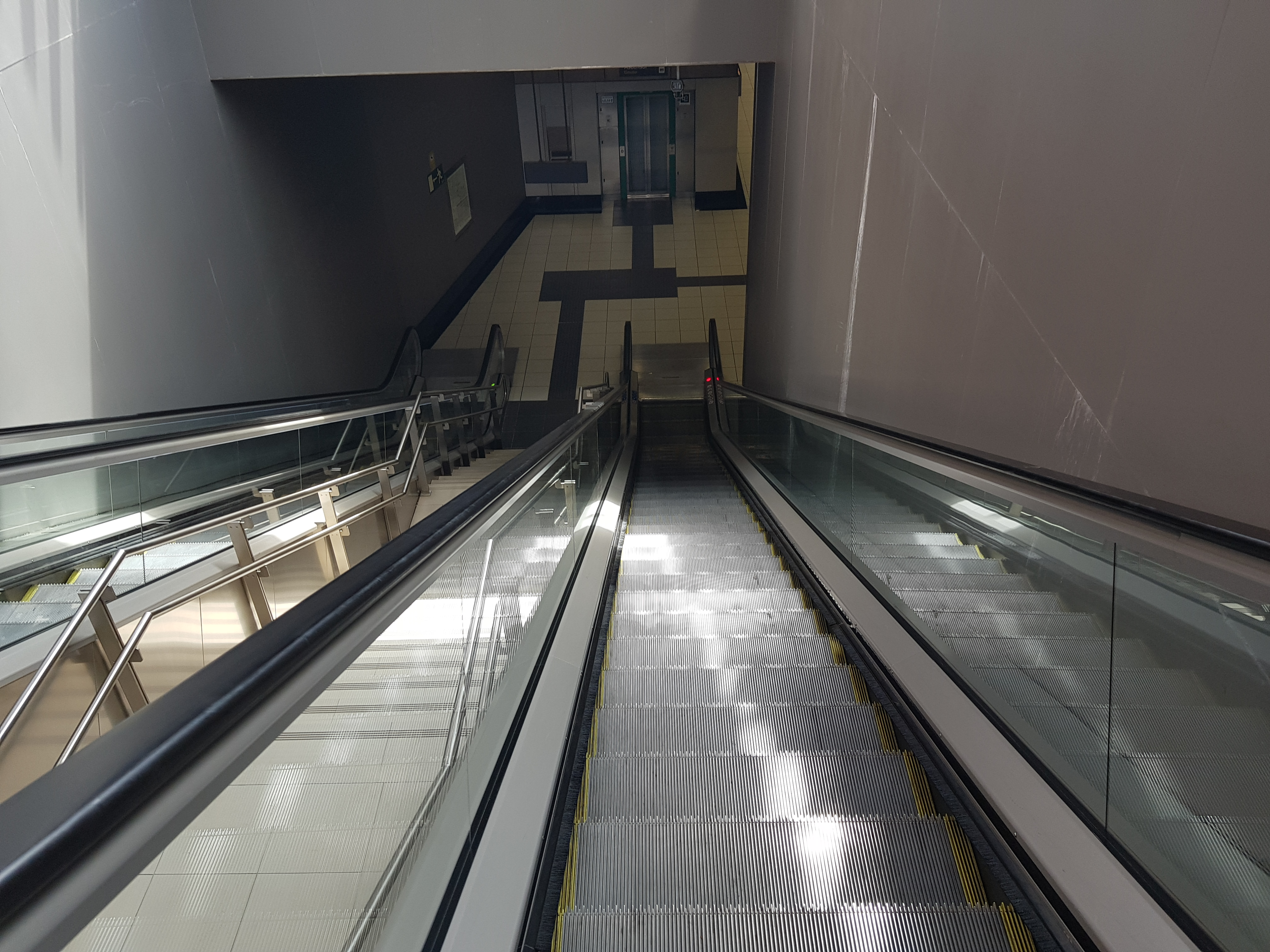
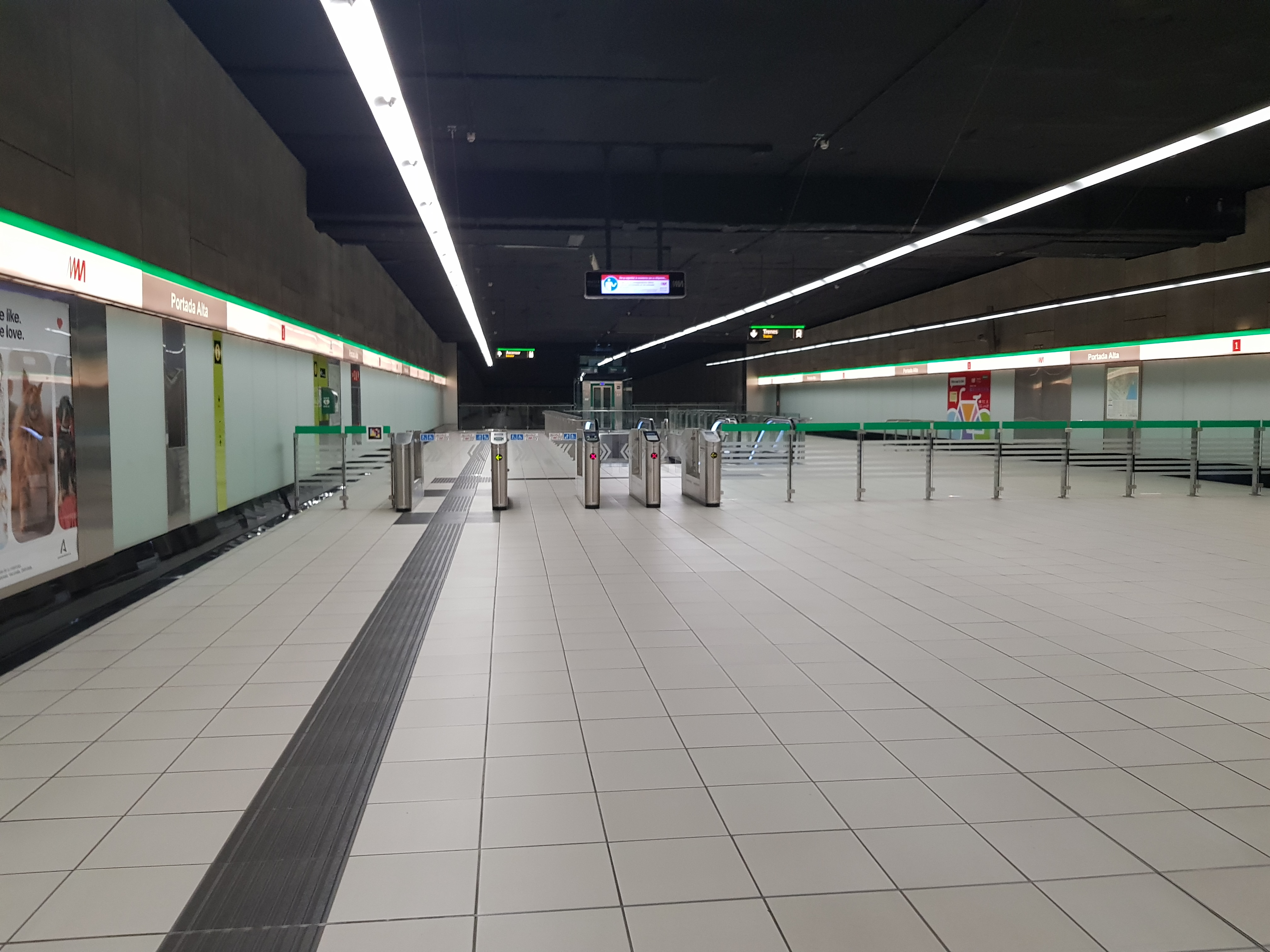

### Desserte
Du lundi au vendredi ainsi que les veilles de jour férié, la première rame passe à 6 h 39 en direction d'Atarazanas et à 6 h 33 en direction d'Andalucía Tech. Du lundi au jeudi, la dernière rame passe à 23 h 9 vers Atarazanas et à 23 h 17 ou 23 h 23 selon la période de l'année vers Andalucía Tech. Les vendredi et veilles de jour férié, la dernière rame passe à 1 h 39 en direction d'Atarazanas et à 1 h 50 en direction d'Andalucía Tech.
Du samedi au dimanche et les jours fériés, la première rame passe à 7 h 9 en direction d'Atarazanas et à 7 h 12 en direction d'Andalucía Tech. Le samedi, la dernière rame passe à 1 h 39 vers Atarazanas et à 1 h 48 selon la période de l'année vers Andalucía Tech. Les dimanche et jours fériés, la dernière rame passe à 23 h 9 en direction d'Atarazanas et à 23 h 18 en direction d'Andalucía Tech.

Installations
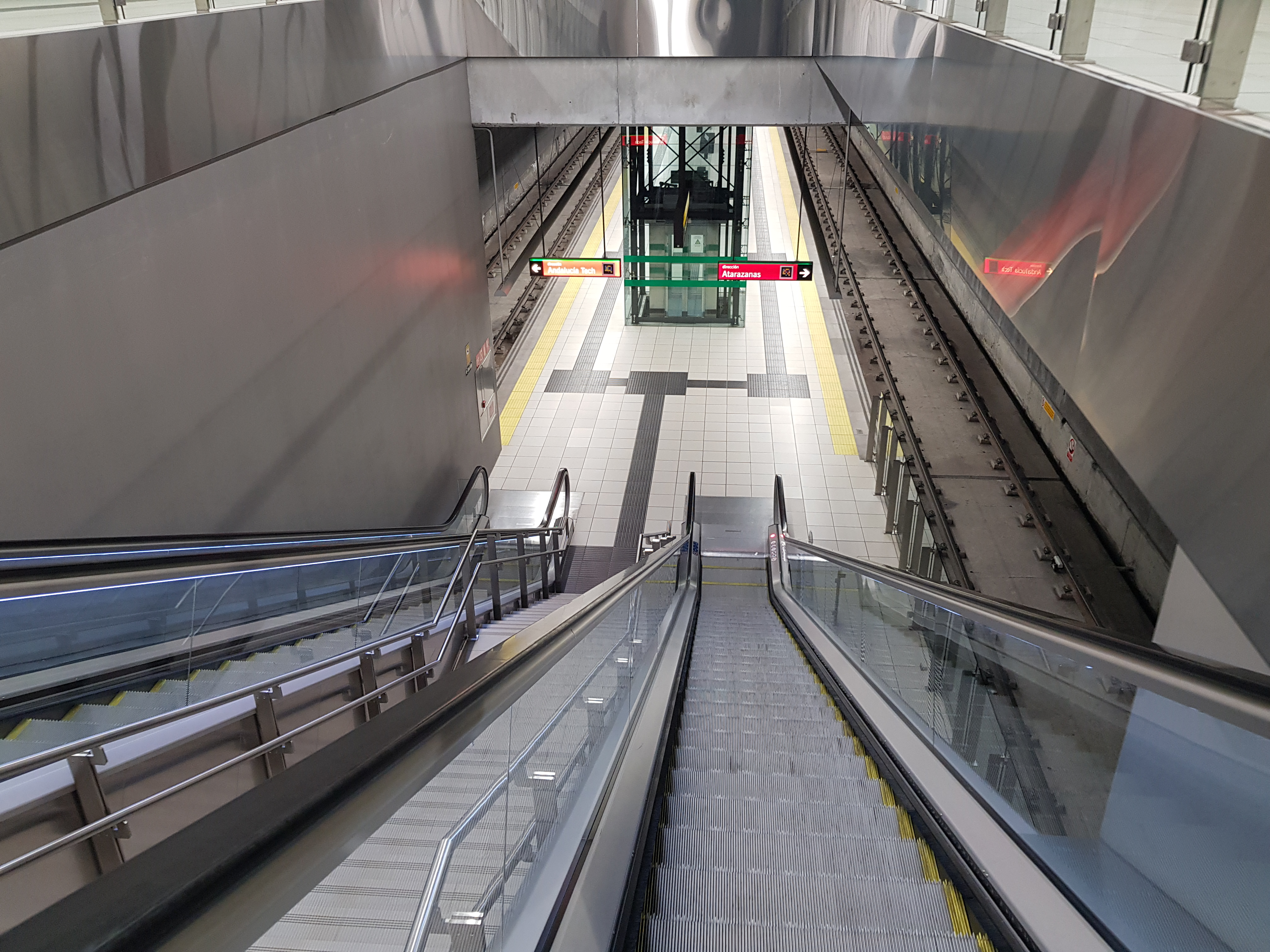
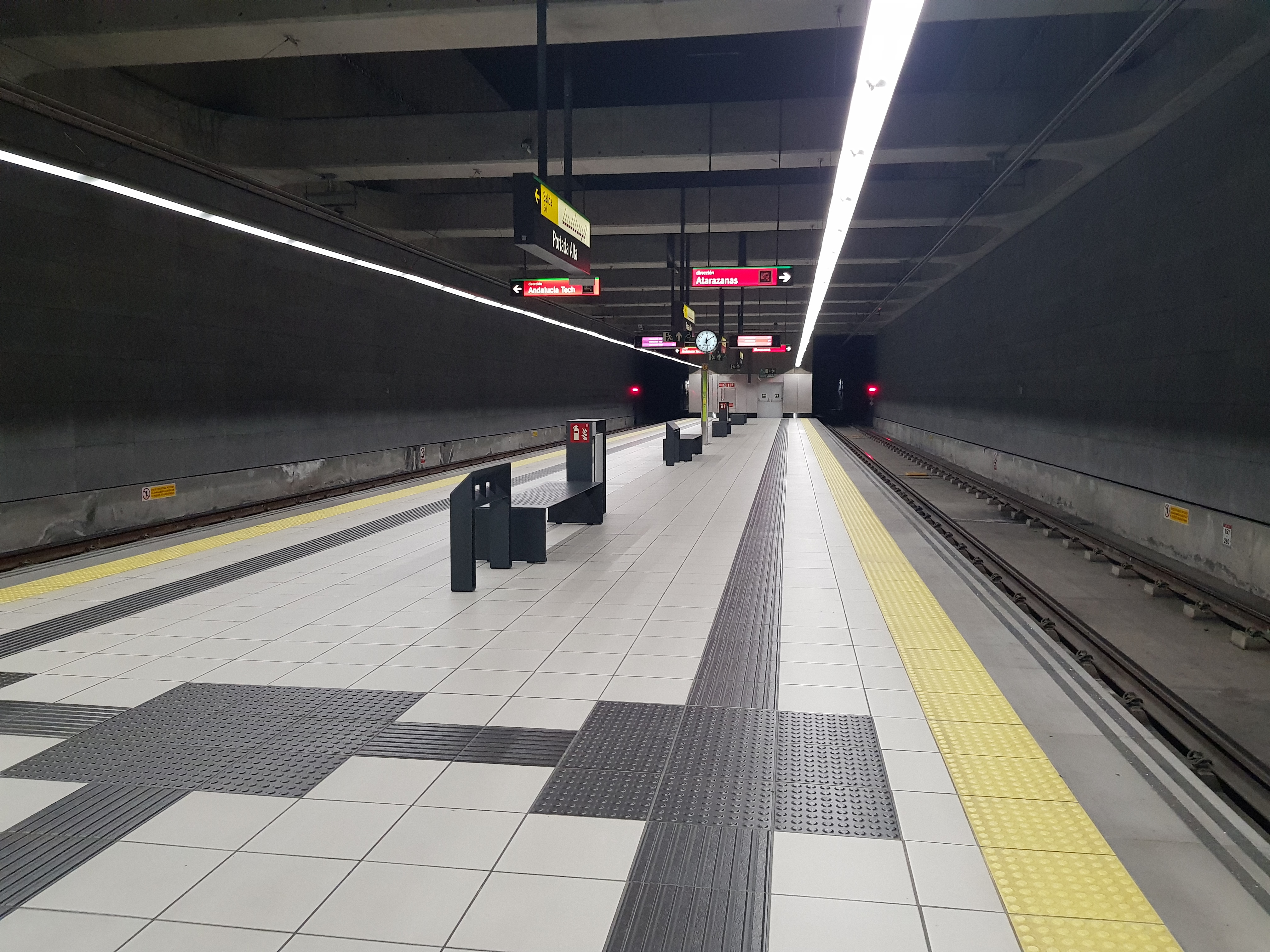
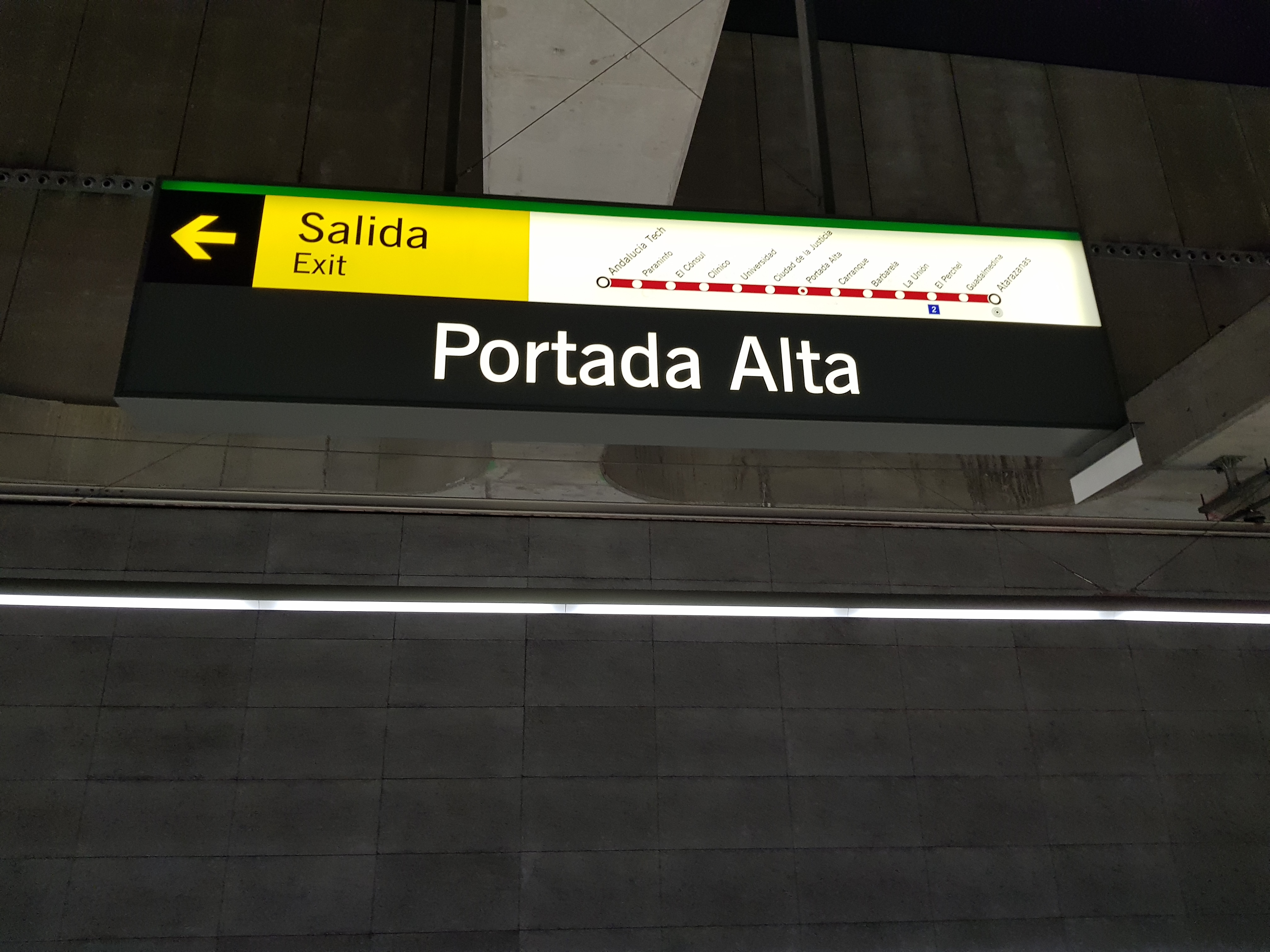

### Intermodalité
La station est en connexion avec l'arrêt Cómpeta - Plaza de J. Bergamín des lignes 14 et 31 des bus urbains de Malaga.

## À proximité
La station dessert le centre de santé de Portada Alta.